# 비디오 게임 하이스쿨
비디오 게임 하이스쿨(영어: Video Game High School)은 웹드라마다.

## 캐스팅
- 조쉬 블레이록 - 브라이언 도헤니
- 조해나 브래디 - 제니퍼 매튜스
- 브라이언 피렌지 - 로렌스 펨버튼
- 엘러리 포터필드 - 킴벌리 스완
- 신시아 와트로스 - 메리 매트릭스
- 지미 웡 - 시어도어 웡

## 설정
- 비디오 게임 하이스쿨(Video Game High School): 비디오 게임 고등학교다.
- 필드 오브 파이어(Field of fire): 비디오 게임 하이스쿨에 나오는 게임 이름이다.
- GNN: 미국의 방송사다.
- PwnZwn: 미국의 게임 방송사다.
- WGN(World Game Network): 대한민국의 게임 방송사다.